# Zofia Zdybicka
Zofia Zdybicka (ur. 5 sierpnia 1928 w Kraśniku) – polska zakonnica, filozof, pedagog, religioznawca, wieloletnia wykładowczyni akademicka Katolickiego Uniwersytetu Lubelskiego Jana Pawła II. Zajmuje się metafizyką (nauką o bycie i jego przyczynach), filozofią religii, Boga i wiary, antropologią filozoficzną i religii, propedeutyką filozoficzną oraz etyką. Twórczyni własnej koncepcji filozofii religii, funkcjonującej w ramach KUL tzw. Lubelskiej Szkoły Filozoficznej.

## Życiorys
Córka Feliksa i Heleny z domu Łukasik. Maturę zdała w 1948 w Technikum im. A. J. Vetterów w Lublinie. Od 25 września 1948 w Zgromadzeniu Sióstr Urszulanek Serca Jezusa Konającego, gdzie przyjęła imię zakonne Maria Józefa.
Studia odbyła w latach 1956–1961 na Wydziale Filozofii Chrześcijańskiej Katolickiego Uniwersytetu Lubelskiego. Uczennica M. A. Krąpca, K. Wojtyły, S. Swieżawskiego, M. Kurdziałka i S. Kamińskiego (twórcy Lubelskiej Szkoły Filozoficznej). Pracę magisterską pisała pod kierunkiem M. Krąpca O naturze rozumowania redukcyjnego występującego w filozofii bytu, a w 1965 doktorat obroniła na podstawie rygorozum i pracy pt. Filozoficzne podstawy poznawalności Boga u H. de Lubaca, której promotorem był również M. Krąpiec. W 1970 habilitacja (29 października 1970 kolokwium habilitacyjne) na KUL, na podstawie dorobku naukowego oraz pracy Próba zbudowania tomistycznej teorii partycypacji, którą recenzowali prof. Mieczysław Albert Krąpiec, ks. prof. Kazimierz Kłósak, ks. prof. Stanisław Kamiński i ks. doc. Marian Jaworski. Odbyła studia uzupełniające na Uniwersytecie Yale, Katolickim Uniwersytecie Ameryki w Waszyngtonie i Katolickim Uniwersytecie w Lowanium.
Wykładała na KUL od 1966, aż do momentu przejścia na emeryturę. Docent (od 1971), profesor nadzwyczajny (od 1978), a od 1988 profesor zwyczajny w KUL. Od 1973 roku była kierownikiem powstałej wówczas Katedry Filozofii Religii w KUL. W latach 1979–1986 prodziekan i dziekan Wydziału Filozoficznego macierzystej uczelni.
Członkini wielu towarzystw i instytucji naukowych: Polskie Towarzystwo Filozoficzne, Towarzystwo Naukowe Katolickiego Uniwersytetu Lubelskiego, American Bibliographical Institut, Societas Internationale St. Thomae Aquinatis, Pontificia Academia S. Thomae Aquinatis, Polskie Towarzystwo Tomasza z Akwinu. Współtworzyła Encyklopedię Katolicką i Powszechną Encyklopedię Filozofii. Członek wielu ciał naukowych, społecznych, religijnych oraz organizatorka wielu sympozjów i konferencji naukowych. Kierowała przez wiele lat różnymi czasopismami naukowymi.
Autorka ok. 300 prac naukowych. Promotor ok. 100 magisteriów i 18 doktoratów.
W swej refleksji naukowej porusza kwestie ateizmu i jego konsekwencji zarówno etycznych, społecznych, jak i politycznych oraz religii i jej powiązań z otaczającą człowieka rzeczywistością. Mocno wiąże swoje przemyślenia z klasyczną metafizyką.
W latach 1963–2001 (z przerwami) członkini Zgromadzenia Generalnego Urszulanek Serca Jezusa Konającego, a od 1983–2003 przełożona Lubelskiego Zgromadzenia swego zakonu.

### Odznaczenia
- Złoty Krzyż Zasługi
- 1977 Książka Roku 1977 – Człowiek i religia
- Nagroda Rektora KUL
- Krzyż Komandorski Orderu Odrodzenia Polski otrzymany 19 października 2008 z rąk prezydenta Lecha Kaczyńskiego[1]
- Medal „Za zasługi dla Katolickiego Uniwersytetu Lubelskiego” 2 kwietnia 2009
- Nagroda im. Księdza Idziego Radziszewskiego Towarzystwa Naukowego KUL za rok 2013
- Nagroda Totus za rok 2016 w kategorii „Promowanie nauczania Ojca Świętego Jana Pawła II”
- Krzyż Komandorski z Gwiazdą Orderu Odrodzenia Polski za wybitne zasługi dla rozwoju filozofii oraz kultury chrześcijańskiej - 17 grudnia 2020[2][3]
- Medal „Zasłużony dla Nauki Polskiej Sapientia et Veritas” za szczególne za zasługi dla szkolnictwa wyższego i nauki, w tym za wybitne osiągnięcia w zakresie działalności naukowej, dydaktycznej oraz organizacyjnej (2023)[4]

### Niektóre publikacje
- Partycypacja bytu. Próba wyjaśnienia relacji między światem a Bogiem (1972)
- Poznanie Boga w ujęciu H. de Lubaca (1973)
- Człowiek i religia: zarys filozofii religii (1977, 1994)
- Religia i religioznawstwo (1988)